# Kottelatlimia pristes
Kottelatlimia pristes är en fiskart som först beskrevs av Roberts, 1989.  Kottelatlimia pristes ingår i släktet Kottelatlimia och familjen nissögefiskar. Inga underarter finns listade i Catalogue of Life.